# Franz von Prag

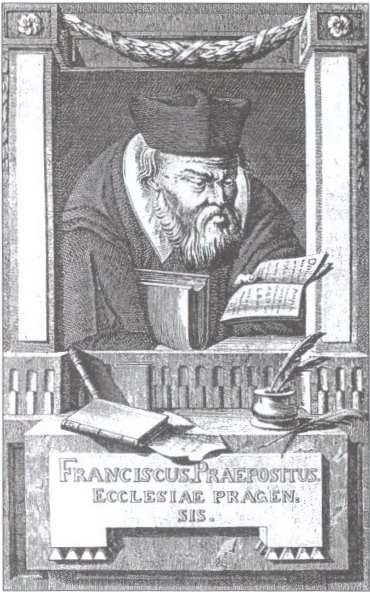
František Pražský

Franz von Prag (auch: Franziskus von Prag; tschechisch: František Pražský; * um 1290; † um 1362 in Prag) war ein böhmischer Chronist.

## Leben
Franz von Prag studierte von 1321 bis 1323 in Rom. Nach seiner Rückkehr leitete er die damals bekannte Vyšehrader Schule des Kollegiatstiftes bei St. Peter und Paul. Für 1334 ist er als Kaplan und später als Prediger am Prager Veitsdom und Pönitentiar-Kanoniker des Bischofs Johann IV. von Dražice nachgewiesen. Dieser beauftragte ihn mit der Fortsetzung der Sammlung von Niederschriften und der Fortschreibung der Chronica Boemorum, die seit 1283 nicht mehr weitergeführt worden war. Franz sollte das Leben und Werk der Prager Bischöfe aber auch der Könige und Fürsten festhalten.
Die von Franz von Prag auf Lateinisch geschriebene Chronik besteht aus drei Bänden. Sie entstand 1342 und beinhaltet die böhmische Geschichte seit der Regentschaft des Königs Wenzel I. Als Quelle benutzte Franz vor allem die Königsaaler-Chronik des Abtes Peter von Zittau, die von ihm bis 1338 auf Bitten des Waldsassener Abtes geschrieben worden war. Die Ausführungen für die Zeit danach schrieb Franz selbständig.
Nach dem Tod des Bischofs Johann IV. überarbeitete Franz in den Jahren 1343–1353 nochmals den Text der Chronik. Diese widmete er dem böhmischen König und späteren Kaiser Karl IV. Da dieser, vermutlich wegen kritischer Äußerungen über die Regierung seines Vaters Johann von Luxemburg, mit der Fassung nicht zufrieden war, musste Franz die nicht genehmen Teile nochmals überarbeiten.
Die Chronik soll stilistisch nicht herausragend sein und den Anforderungen an eine objektive Berichterstattung nicht entsprechen. Mehrere Einträge sollen ohne Zusammenhang niedergeschrieben worden sein, wobei der Autor zwischen wichtigen und unwichtigen Ereignissen nicht unterschieden haben soll. Sein eigentliches Interesse soll astronomischen Erscheinungen oder Naturkatastrophen gegolten haben.
Die Chronik wurde später von Benesch von Weitmühl (Beneš Krabice z Veitmile) fortgeführt.